# Down III: Over the Under
Down III: Over the Under är tredje albumet av bandet Down som släpptes den 25 september 2007. Albumet är baserad på bandets ilska över Orkanen Katrina som skedde i New Orleans 2005 och frontmannen Phil Anselmos frustration över mordet på hans före detta kollega, Pantera-gitarristen Dimebag Darrell, som mördades under en spelning med sitt dåvarande band Damageplan på Alrosa Villa i Columbus, Ohio 2004.

## Låtlista
1. "Three Suns and One Star" – 5:41
2. "The Path" – 4:09
3. "N.O.D." – 4:00
4. "I Scream" – 3:48
5. "On March the Saints" – 4:10
6. "Never Try" – 4:55
7. "Mourn" – 4:44
8. "Beneath the Tides" – 5:32
9. "His Majesty the Desert" – 2:25
10. "Pillamyd" – 5:15
11. "In the Thrall of it All" – 6:20
12. "Nothing in Return (Walk Away)" – 8:55
13. "Invest in Fear" (Bonusspår) – 5:20

## Musiker
- Phil Anselmo – sång
- Pepper Keenan – gitarr
- Kirk Windstein – gitarr
- Rex Brown – bas
- Jimmy Bower – trummor
- Ross Karpelman – keyboard